# 1861年12月31日日食
1861年12月31日日食为一次在协调世界时1861年12月31日出現的日全食。該次日食食分為1.0186，食甚維持1分55秒。

## 概述
這次日食的食分是1.0186，全食維持1分55秒。

## 基本參數
- 類型：日全食
- 食甚資料：
  - 日期：1861年12月31日
  - 時間：13時49分6秒
  - 地點：8N 32W
  - 食分：1.0186
  - 日全食持續時間：1分55秒

## 外部連結
- NASA日食專頁（页面存档备份，存于）（英文）